# Наджар, Алаа
Алаа Наджар (араб. علاء نجار‎) — врач, википедист и интернет-активист. В августе 2021 года на ежегодной конференции «Викимания» был объявлен Викимедийцем года за пионерскую роль в развитии арабского и медицинского сообществ, а также за роль в разработке темы COVID-19 .
Наджар, используя ник علاء (ʿAlāʾ), является активным участником Википроекта «Медицина» и администратором-волонтером арабской Википедии . Является членом правления Пользовательской группы викимедийцев из региона Левант и членом редакционного совета Викижурнала медицины .

## Биография
Наджар окончил медицинский факультет Александрийского университета в январе 2021 года, получив степень бакалавра медицины, бакалавра хирургии (MB Bch) . Сейчас он работает в «очень загруженной государственной больнице», как он сообщил The National в 2021 году .

### Викимедиа

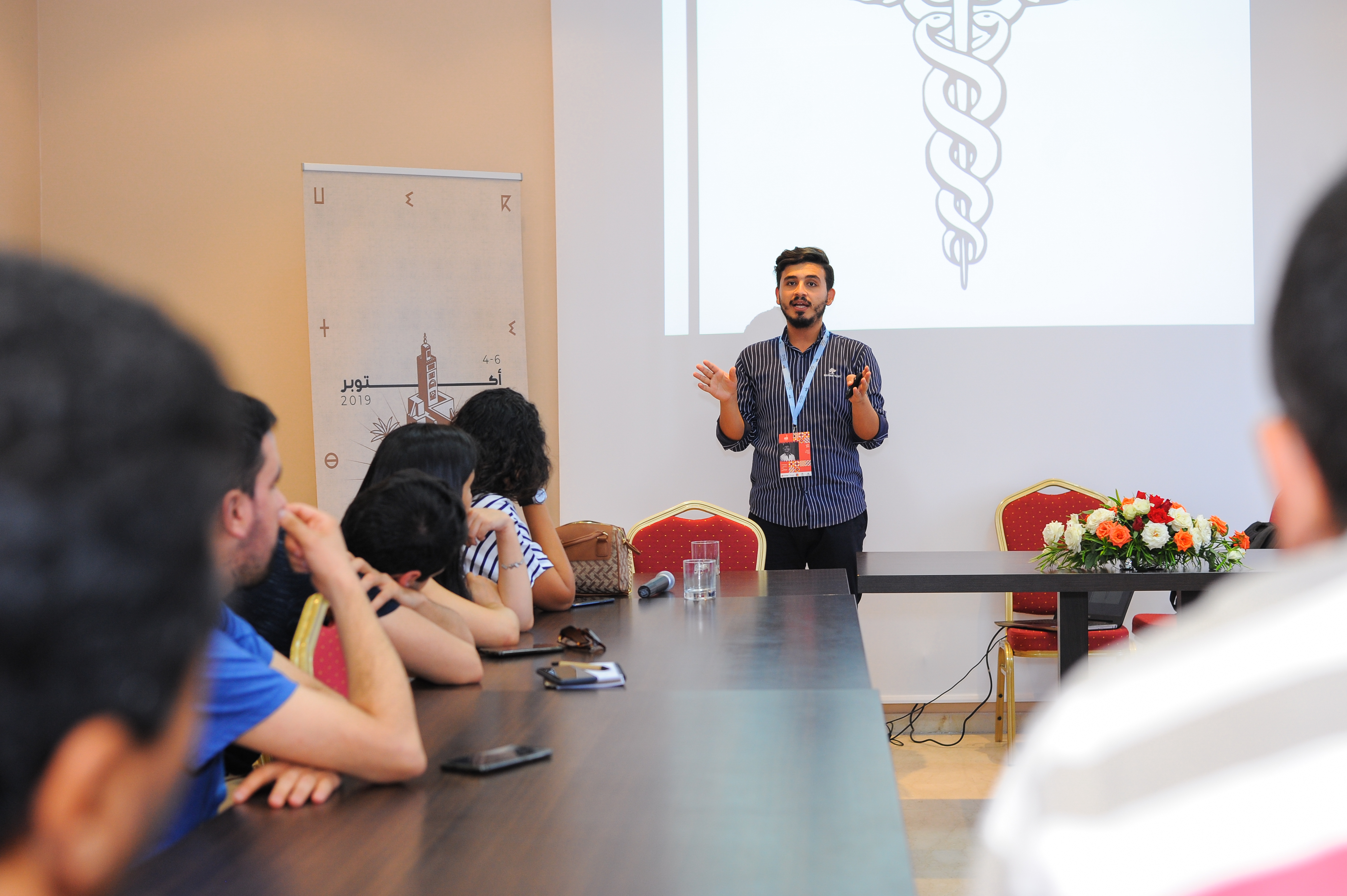
Наджар выступает с презентацией Википроекта «Медицина» на WikiArabia

Наджар является активным участником википроектов с 2014 года, и большинство его правок в Википедии сосредоточено на статьях, связанных с медициной. Он также является администратором арабской Википедии и выполняет несколько других функций в различных проектах Фонда Викимедиа. Является членом правления Пользовательской группы викимедийцев из региона Левант и членом редакционного совета Викижурнала медицины с декабря 2018 года. Кроме того, он является членом официальной команды социальных сетей арабской Википедии.
Наджар возглавлял проект COVID-19 в Арабской энциклопедии и вносит значительный вклад в википроект «Медицина». Работа Наджара помогает бороться с, дезинформацией и противостоять пандемии с помощью надёжной, проверенной информации.
15 августа 2021 года сооснователь Википедии Джимми Уэйлс назвал его Викимедийцем года. Наджара похвалили пионерскую роль в развитии арабского и медицинского сообщества, а также за роль в разработке тем, связанных с COVID-19. Из-за ограничений на поездки Уэйлс не смог лично доставить награду Наджару, как это было принято, а пообщался с ним во время незапланированного звонка в Google Meet.